# Shaolin (tv-serie)
Shaolin er en dansk reality-tv-serie om en gruppe danskere, der rejser til et sydkoreansk buddhistisk kloster i 12 dage for at prøve sig selv af med en række fysiske og meditative øvelser. Den første sæson blev sendt på TV 2 i 2024, og den anden sæson sendes samme sted i 2025.
Tv-seriens første sæson blev anmeldt negativt i flere aviser, der mente, at programmerne hverken var særlig spændende eller underholdende, og de østlige "visdomsord" ret trivielle, selvom billederne fra omgivelserne var flotte.
Dagbladet Børsen skrev dog ved starten på den anden sæson, at programmet seermæssigt havde klaret sig pænt med ca. 600.000 seere i gennemsnit. Ideen, der var original dansk og tilhørte produktionsselskabet Metronome Productions, er også blevet solgt til Holland og Belgien.

## Idé
I serien følger man ni mere eller mindre kendte danskere, der rejser til Sydkorea for i 12 dage at leve og træne som Shaolinmunke. Rejsen omfatter et møde med skikke fra den 1.000 år gamle østasiatiske buddhistiske Shaolin-munkekultur. Under forløbet bliver de vejledt og prøvet af de to Shaolinmestre Master Yan Lei og Master Heng Yi. Formålet med opholdet er ifølge TV 2's pressemateriale, at deltagerne skal vinde over sig selv i et mentalt og fysisk udviklingsforløb. De udsættes undervejs for kung-fu-træning, meditation, hærdning af kroppen og en række fysiske test med rødder i Shaolin-filosofien. Optagelserne finder sted i det sydkoreanske buddhistiske Dogapsa-tempel.

### Deltagere i 2024
Deltagerne i 2025-sæsonen var:
- Sarah Grünewald
- Anne Sofie Espersen
- Sharin Foo
- Geeti Amiri
- Sarah Bro
- Esben Dalgaard
- Adam Duvå Hall
- Albert Harson
- Rico Coker

### Deltagere i  2025
Deltagerne i 2025-sæsonen er:
- Karina Frimodt
- Laus Høybye
- Mathilde Norholt
- Morten Spiegelhauer
- Sarah Zobel
- Simi Jan
- Thomas Bo Larsen
- Youssef Wayne Hvidtfeldt
- Zelma Lewerissa

## Modtagelse
B.T. gav serien en ret negativ anmeldelse med to stjerner ud af seks, da den første sæson blev sendt i 2024. Avisen skrev, at serien hverken var spændende eller underholdende, men at billederne fra tempellandskabet og det asiatiske tv gav flot og lækkert indpakket tv. Avisen savnede konkurrenceelementet fra andre reality-serier, hvor deltagerne bliver sendt hjem, efterhånden som de udgår, hvilket ikke er en del af Shaolin-serien. Til gengæld mente anmelderen, at de to Shaolin-mestre var et godt indslag. I dagbladet Information mente anmelderen Katrine Hornstrup Yde tilsvarende, at der var mange flotte optagelser af omgivelserne, men at resultatet var noget tyndt. Ekstra Bladet gav ligeledes to stjerner, mente, at der var for mange trivialiteter og buddhistisk bullshit i udsendelserne og kaldte serien et flop. Berlingske gav den første sæson tre stjerner og mente, at selve ideen med serien var fejlbehæftet, da det er svært at "glemme sig selv" mentalt, når man er deltager i et realityprogram.
I Politiken skrev en redaktør i anledning af udsendelsen af anden sæson i februar 2025, at det mest tankevækkende var, hvad programmet sagde om vores eget samfund, hvis det har så stor tiltrækningskraft at rejse til et sted, hvor der nøgternt set ikke var "... megen visdom at hente i hverken templet eller programmet. Vejen til frelse består tilsyneladende i at lave squats, spise ris og høre munkene komme med kloge ord i citatplakat-klassen".